# Копальня Айн-Барбар
Копальня Айн-Барбар (Aïn Barbar) – гірничодобувне підприємство на півночі Алжиру, яке знаходиться у прибережному регіоні два десятка кілометрів на північний захід Аннаби.
У 1984 році в Айн-Барбар закрили рудник, який розробляв мідно-цинково-свинцеве родовище. Втім, район все рівно залишився гірничодобувним, оскільки вже у 1987-му тут відкрили кар’єр, де видобували польовий шпат (розвідку цього родовища здійснили незадовго до того, в 1974 – 1976 роках). Роботи провадила компанія Entreprise des produits miniers non ferreux et des substances utiles (ENOF), яку створили кількома роками раніше шляхом розділу державного гірничого гіганту SONAREM.
В 1995-му роботи в копальні припинили, що пояснювали міркуваннями безпеки (на той час в Алжирі тривала найбільш гаряча фаза громадянського протистояння з релігійними екстремістами). В 2003-му підприємство взагалі ліквідували, а обладнання кар’єру та сортувального-дробильного цеху розпродали.
На початку 2020-х оголосили про наміри відновити видобуток польового шпату в Айн-Барбар в межах державної програми. Анансувалось, що видобуток спочнеться з рівня 20 тисяч тон на рік із подальшим доведенням до 100 тисяч тон (можливо відзначити, що запаси родовища оцінюються у 7 млн тон), що дозволило б повністю забезпечити внутрішні потреби країни (на той час імпорт станови біля 80 тисяч тон на рік). Втім, станом на 2023-й поступ проекту був суттєво меншим від запланованого.